# Jean-Luc Christin
Pour les articles homonymes, voir Christin.
Jean-Luc Christin, né le 9 avril 1970, est un céiste français de descente.

## Carrière
Il remporte la médaille d'or en C-1 classique par équipe avec Jérôme Bonnardel et Dominique Rouvel ainsi que la médaille de bronze en C-1 classique individuel aux Championnats du monde de descente 1993 à Mezzana.